# Relación abierta

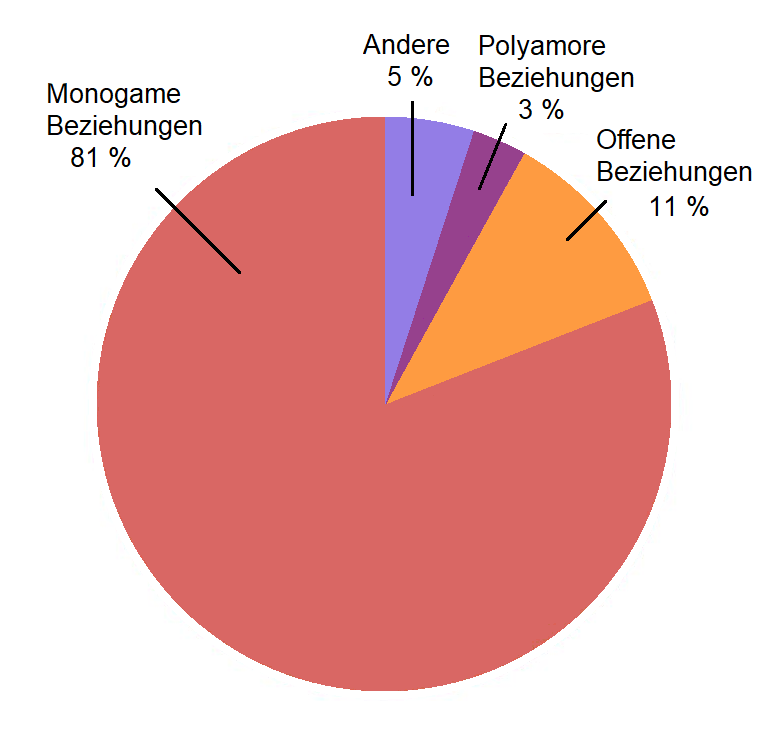
Porcentajes de diferentes formas de relaciones sexuales según una encuesta realizada a 1100 participantes, de los cuales 802 personas estaban en pareja.

Una relación abierta o matrimonio abierto es una relación no monógama–unión libre o matrimonio respectivamente–, donde ambas partes ponen a consideración de cada uno tener relaciones íntimas fuera de la pareja, sin considerar esto como una infidelidad (es decir, una relación no monógama consensuada).
La relación abierta puede ser vista como el estado intermedio entre la relación tradicional (monogamia) y el amor libre. Sin embargo, la idiosincrasia de cada relación abierta es definida por los individuos involucrados. No existe un conjunto de reglas o límites para una relación o matrimonio abierto; cada pareja es única al definir lo que funciona para ellos en un tiempo dado. Así también, las reglas están sujetas a cambios con el tiempo, en la medida que las personas y sus relaciones evolucionan. Muchos terapeutas familiares en esta clase de relaciones se abocan a la idea que la clave de la relación, especialmente en el matrimonio abierto, es la honestidad y la comunicación abierta entre todas las partes involucradas. En un sentido ético, las partes suelen hacer una diferenciación explícita de los límites entre lo sexual y lo afectivo al tener una relación por fuera; es decir, que es permitido mantener relaciones sexuales que van desde algo ocasional hasta un vínculo estable de amantes, con una o más personas, siempre y cuando no exista un enamoramiento de por medio.

## Tipos
Por relación abierta se puede entender casi cualquier tipo de relación no monógama, aunque no se suele incluir en ellas la poligamia o el amor libre. Dentro de los distintos tipos de relaciones abiertas cabe distinguir:
- Relación abierta típica: la establecida por una pareja principal cuyos dos miembros se consienten mutuamente mantener de manera libre relaciones sexuales con terceros.
- Relación semiabierta o "monogamish": relación mayormente monógama pero en la que se permiten, con limitaciones en la frecuencia o en la manera, algunas relaciones íntimas con terceros.[4]
- Relación híbrida: un miembro puede mantener relaciones con terceros pero el otro no.
- Swinging: la práctica del intercambio de parejas.
- Poliamor: la práctica simultánea de dos o más relaciones románticas, independientemente de que haya sexo o no.

## Razones a favor y en contra
Para una pareja, establecerse en un régimen de relación abierta es una decisión en la que intervienen varios factores tanto a favor como en contra, y que dependerá mayormente de las creencias y circunstancias particulares de esa pareja. Existe aparte un debate tanto a nivel académico (sexología) como a nivel popular sobre la conveniencia o no de este tipo de relaciones en general. A continuación se presentan algunos de los pros y los contras que se suelen expresar al respecto.

### A favor
- La sensación de libertad personal y la posibilidad de vivir nuevas aventuras amorosas.
- Mayor respeto por la individualidad de la persona. El amor no debe implicar el poseer ni encadenar a tu pareja.
- Mayor generosidad mutua. Se antepone el disfrute de tu pareja al egoísmo de quererla para ti solo.
- Se previenen los celos que suelen acarrear los coqueteos y relaciones con terceros cuando son no consentidos.
- Una mayor solidez en la pareja, en comparación con las parejas que se agrietan o rompen como consecuencia de la infidelidad no consentida.
- Mayor madurez y honestidad en la pareja; se comparten pensamientos y sentimientos que se ocultarían en una relación cerrada.
- Se evita caer en la rutina de una pareja monógama. De hecho la coexistencia de otras relaciones puede reavivar la llama de la pareja principal.
- Para personas bisexuales que mantienen una relación de pareja heterosexual, abre la posibilidad a que dicha parte tenga relaciones sexuales consensuadas con personas de su mismo sexo o viceversa; si es una pareja del mismo sexo, da la oportunidad de mantener relaciones sexuales heterosexuales.[6]

### En contra
- Los términos del contrato (las reglas a respetar) son más complejos de seguir que en una relación monógama.
- A veces este acuerdo se usa como un subterfugio para no romper la pareja, o uno de los miembros lo acepta solamente por satisfacer al otro.
- Es necesaria mucha confianza en sí mismos y en la pareja para no sufrir por celos.
- Puede haber problemas si un miembro de la pareja tiene muchas relaciones secundarias y el otro muy pocas o ninguna.
- Riesgo de adquirir infecciones de trasmisión sexual (ITS) si no se toman las debidas precauciones de sexo seguro.
- Posibilidad de tener un hijo que no sea de tu pareja para el caso de relaciones heterosexuales en edad fértil.
- Posibilidad de que surja un fuerte vínculo emocional con alguna de las parejas secundarias.
- La presión social por los prejuicios vinculados a la carga moral de la promiscuidad y ser catalogado como promiscuo o falto de madurez mental y emocional, en especial por sectores socialconservadores. Incluso asociación falaz con patologías psiquiátricas cuyos síntomas pueden llevar a tener conductas promiscuas.[7][8]

## Matrimonio y sexo
La práctica de relaciones extramaritales es a menudo ilegal en jurisdicciones donde el adulterio es ilegal, sin importar si la pareja haya dado su consentimiento previo. El matrimonio abierto no es lo mismo que la poligamia, donde las relaciones sexuales se mantienen en exclusiva entre las partes. Una sigla usada para describirse en un matrimonio abierto es MBA que significa Married But Available (Casado pero disponible).

## Organizaciones
Relaciones abiertas (Argentina)